# Manfred Laros
Manfred Laros ('s-Hertogenbosch, 1976) is een Nederlands voetbalbestuurder die directeur is van Sparta Rotterdam. Laros volgde enkele boekhoudkundige opleidingen en trad in 1998 in dienst bij voetbalclub FC Den Bosch als financieel medewerker. Later werkte hij in verschillende functies bij RBC Roosendaal alvorens over te stappen naar Sparta Rotterdam waar hij werkt als algemeen directeur.